# Acraea albipicta
Acraea albipicta är en fjärilsart som beskrevs av Carpenter 1936. Acraea albipicta ingår i släktet Acraea och familjen praktfjärilar. Inga underarter finns listade i Catalogue of Life.